# Thomas à Beckett
Thomas à Beckett (31 de agosto de 1836 - 21 de junio de 1919) fue un abogado australiano, y juez.

## Personal
Thomas à Beckett nace en Londres, Inglaterra.  Era el mayor de sus hermanos, llegó a Australia con su padre Thomas Turner à Beckett y hermano Sir William à Beckett, en enero de 1851.
Beckett asistió a una escuela privada en Melbourne, pero regresó a Inglaterra en 1856 y se convirtió en un estudiante de Lincoln's Inn. En 1866 fue juez de la Corte suprema de Victoria y en algunas ocasiones fue Presidente de la Corte Suprema de Victoria. En 1875 se casa con Isabella Michie, la hija de Sir Archibald Michie,  con la cual tuvieron dos hijos y tres hijas. Un hermano menor, Edward à Beckett (1844-1932), fue un destadado pintor de retratos, algunas de sus obras se encuentra en la Corte Suprema, en Melbourne.
Thomas á Beckett era hombre activo, jugando por ej., tenis hasta una edad avanzada. Al igual que otros miembros de su familia tenía un agudo sentido del humor, se cuentan muchas historias de él y sobre sus dichos eran muy conocidos.F  Fue uno de los mejores jueces conocido por su equidad en Australia
En 1916 se presentó su retrato, obra del pintor Max Meldrum en la biblioteca de la Corte Suprema y se aprovechó la oportunidad para realizarle un homenaje postume. Sir Thomas à Beckett falleció en Melbourne el 21 de junio de 1919.